# Шимон Конарський
Ши́мон Константій Юзеф Ігнацій Кона́рський (іноді Шимон-Констант-Юзеф-Ігнаци Конарський, пол. Szymon Konarski; 22 лютого (5 березня) 1808 — 15 лютого (27 лютого) 1839) — польський військовик, революціонер, журналіст.

## Біографія
Конарський походив зі шляхти протестантського віросповідання. Народився в батьківському маєтку Добкішки (Добкишки) Кальварійського повіту Ломзького департаменту Варшавського князівства. 1825 року закінчив школу в місті Ломжа Августовського воєводства (нині місто в Польщі) і добровольцем вступив до стрілецького полку армії Царства Польського. 1827 року номінований підофіцером. Прилучився до польського повстання 1830–1831 років, підвищений в офіцери, зріс до чину капітана, командував батальйоном, не раз відзначався в боях і походах. Перетнувши влітку 1831 року із соратниками кордон Прусського королівства поблизу міста Мемель (нині Клайпеда в Литві), потрапив до табору інтернованих, звідки 1832 року перемістився до Франції.
1833 року як емісар емігрантських кіл Шимон Конарський намагався розгорнути партизанські дії на своїй рідній землі, що опинилася в Августовській губернії Російської імперії. Затриманий по дорозі туди прусськими властями, скористався фальшивими документами і за два місяці арешту дочекався вислання до Бельгії. У серпні він прибув до Антверпена, потім переїхав до Брюсселя. На життя заробляв переважно грою на флейті в сільському оркестрі.
Восени 1833 року в Швейцарії Шимон Конарський увійшов до створеної під впливом Джузеппе Мадзіні громади «Молода Польща» — осередку міжнародної демократичної організації «Спілка прав людини та громадянина». 20 січня (1 лютого за новим стилем) 1834 року під орудою генерала Раморіно Конарський узяв участь у невдалій «савойській» експедиції карбонаріїв, покликаній каталізувати визвольну боротьбу в Італії. Після залишення інсургентами П'ємонту уник репресій. Працював на годинниковій фабриці в кантоні Невшатель (Швейцарія).

## Діяльність «Союзу польського народу»
За дорученням Лелевеля для організації визвольних сил у Литві, Білорусі й Україні виїхав Шимон Конарський — виходець із збіднілої шляхетської сім'ї, учасник польського повстання 1830—1831 pp., який після його поразки втік за кордон. Після прибуття Конарського до Кракова там у 1835 р. була створена нова таємна організація, яка дістала назву «Співдружність польського народу» (Stowarzyszenie Ludu Polskiego — інколи перекладається «Союз польського народу»). Вона об'єднала навколо себе польські визвольні сили, що діяли в Польщі, Литві, Білорусі й Україні. На чолі цієї організації став «Головний збір», до якого ввійшли Северин Гощинський, Шимон Конарський, Францішек Бабінський, Францішек Смолька, Леслав Лукашевич, Олександр Венжик та ін. У 1836 р. «Головний збір» із Кракова переїхав до Львова. Для керівництва осередками на місцях планувалося створити земські (губернські) й обводові (повітові) збори, а в селах — гміни.
Перейшовши наприкінці 1835 р. в районі Бродів нелегально австро-російський кордон, Конарський розгорнув широку роботу по згуртуванню визвольних сил. Його резиденцією стало село Лісове Луцького повіту на Волині, яке перебувало в посесії в білоруса І.Родзевича, що включився у підпільну роботу і став помічником Конарського. Завдяки діяльності Конарського до «Співдружності польського народу» в 1836 р. влилося таємне товариство з девізом «Віра, надія і любов», яке існувало на Волині на чолі з Каспером Мошковським — учасником польського повстання 1830—1831 pp., а також приєдналася таємна організація студентів Київського університету. Був установлений зв'язок з «Демократичним товариством», яке діяло в Одесі і на чолі якого стояв купець І.Млодецький. За ініціативою Конарського в 1836 р. в м. Кременці поміщиця Є.Фелінська заснувала жіноче товариство, а у Вільно Ф.Савич створив студентське товариство під назвою «Юна Польща».
Керівники «Співдружності польського народу» виробили статут, який визначав мету, структуру й характер таємного товариства. Статут на титульній сторінці мав два девізи: «Через народ — для народу» і «Свобода, рівність, братерство». Про суть товариства в статуті говорилося: «Співдружність польського народу є зібранням моральних і фізичних сил на всьому просторі незалежної Польщі. Началом його є віра в майбутнє і прогрес, основою — нестаріючі права людства, метою — безумовне утвердження рівності і добробуту членів польського суспільства».
У 1838—1839 pp. організації «Співдружності польського народу» були викриті і розгромлені царськими властями. За вироком військового суду Конарський 27 лютого 1839 р. був розстріляний у Вільно.

## Публікації творів
- Dziennik z lat 1831–1834. — Wrocław—Warszawa—Kraków—Gdańsk, 1973.